# Pastel

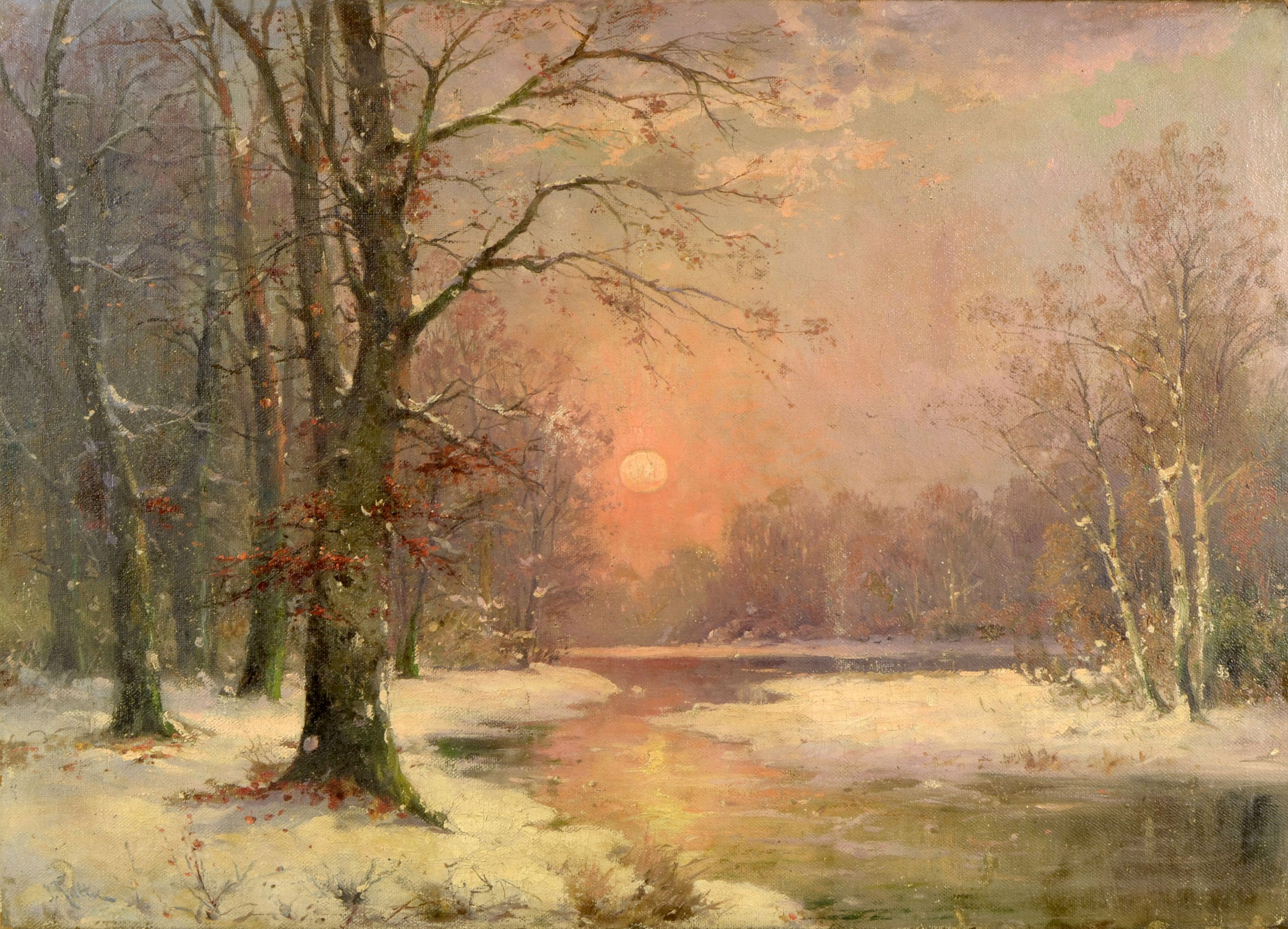
Pictură de Adolf Kaufmann

Pastelul este o creație lirică descriptivă, aparținând literaturii culte care, prin intermediul unui peisaj, transmite sentimentele eului liric contemplator. Modul de expunere folosit este descrierea. 
Într-un pastel, dominante sunt imaginile artistice, realizate prin figuri de stil, organizate într-o descriere de tip tablou.
Aceasta poate avea ca temă un anotimp, un colț de naturǎ, un moment al zilei, un aspect din viața micilor viețuitoare etc.
Termenul „pastel” provine din artele plastice. La origine acest termen desemna un creion colorat, moale, pentru desen, făcut din pigmenți pulverizați, amestecați cu talc și cu gumă arabică; termenul s-a extins, desemnând atât o tehnică artistică de pictură, cât și orice tablou sau desen executat cu acest fel de creioane. 
În literatură, preluat de poetul român Vasile Alecsandri, termenul a ajuns să desemneze o poezie cu conținut liric, în care se zugrăvește un tablou din natură. Vasile Alecsandri este considerat cel mai mare autor român de pasteluri. Exemple: „Sfârșit de toamnă”, „Iarna”, „Miezul iernii”, „Gerul”, „Viscolul”, „Dimineața”, „Noaptea”, „Malul Siretului”.
Pastelurile, bogate în imagini artistice (vizuale, olfactive și auditive) exprimă sentimentele poetului în mod direct, prin intermediul descrierii și al epitetelor, comparațiilor și al personificărilor. Autorul creionează un tablou al naturii având în prim-plan elementele ale naturii pe care le descrie.
Deoarece pastelul este o specie a genului liric, în el mai sunt prezente și elemente de prozodie, ritm și măsură.
Creatorul pastelului în literatura română este considerat Vasile Alecsandri. Toate pastelurile sale au fost publicate în revista „Convorbiri Literare”(1868-1869)
Pasteluri au mai scris: Ion Heliade Rădulescu, Mihai Eminescu, George Coșbuc, George Bacovia, George Topîrceanu, Ion Pillat, Lucian Blaga etc.

## Trăsăturile pastelului
- Sunt prezentate trăsături caracteristice ale unui anotimp sau ale unei scene din natură
- Sunt exprimate, prin tabloul creat, sentimentele eului liric
- Se folosesc figuri de stil specifice descrierii: epitetul dublu, triplu, ornant, cromatic, precum și personificarea, comparația, metafora, repetiția, aliterația, enumerația, asonanța
- Modul de expunere utilizat este descrierea